# Monoblepharis thalassinosa
Monoblepharis thalassinosa är en svampart som beskrevs av M.K. Elias 1966. Monoblepharis thalassinosa ingår i släktet Monoblepharis och familjen Monoblepharidaceae.   Inga underarter finns listade i Catalogue of Life.